# Enrico Guicciardi (senatore)
Enrico Guicciardi (Ponte in Valtellina, 6 novembre 1812 – Ponte in Valtellina, 1º luglio 1895) è stato un politico italiano.

## Biografia
Appartenente alla nobile famiglia dei Guicciardi.
Laureatosi in legge, fu notaio a Sondrio dal 1846 al '48. Partecipò al Risorgimento condividendo gli ideali mazziniani.
Partecipò col cugino Torelli, che issò il tricolore sul duomo, alle cinque giornate di Milano. Il 22 marzo 1848, la Deputazione Comunale di Ponte in Valtellina decise di formare la Guardia Civica e ne diede il comando ad Enrico Guicciardi che portò 150 uomini alla difesa del Tonale.
Caduta la Repubblica Stelvio-Tonale, fuggì in Piemonte dove ebbe il comando del battaglione bersaglieri valtellinesi che si distinse nella battaglia di Novara e fu decorato con una medaglia al valore.
Amante della montagna e buon alpinista nel 1853 raggiunse, primo italiano, la vetta del monte Bianco.
Gli austriaci intanto gli sequestrarono i beni a Ponte e misero su di lui una taglia. Liberata la Valtellina, nel 1859 fu messo a capo, da Cavour, della provincia sondriese col compito di instaurare I nuovi ordinamenti politico-amministrativi. Dopo la proclamazione del regno d'Italia fu deputato al primo parlamento italiano.
Si distinse come Prefetto di Cosenza dal 1862 nella lotta contro il brigantaggio per le proposte che andavano verso un coinvolgimento dei cittadini nella lotta contro i briganti. Fu lui a insistere nella raccolta di fondi per l'istituzione di un fondo antibrigantaggio per risarcire i danni provocati dai briganti. Suo consigliere e alleato era il prete Vincenzo Padula (letterato e giornalista) suo fermo avversario il deputato Francesco Martire per diversi anni sindaco di Cosenza, Deputato e fautore della Legge Sila che riconosceva antiche usurpazioni agrarie, ma anche gli usi civici dei contadini presilani e cosentini. Sostenne la prevenzione, la promozione sociale delle popolazioni e il dialogo più che la repressione militare. Si dimise per contrasti col comandante militare che non rispettò la sua promessa di vita salva in cambio della resa di una famosa banda di briganti.
Fu quindi inviato come prefetto Palermo, dove già si impegnò contro la mafia, dimettendosi poi amareggiato, scrivendo a Torelli, ministro dell'Interno, che, mentre in Sicilia stava ottenendo buoni risultati quei malavitosi si erano assicurati appoggi e amici a Roma che ne vanificavano gli sforzi.
Nel 1866 durante la terza guerra d'indipendenza, col grado di colonnello comandò il 44º Battaglione della "Guardia Nazionale Mobile", organizzando la difesa della valle alla stretta di Sondalo respingendo gli austriaci dei maggiori Alexander von Metz e Ulysses von Albertini allo Stelvio nel corso delle operazioni in Valtellina della terza guerra di indipendenza. Per questo fu decorato con la Croce del Merito Militare di Savoia.
Dopo essere stato deputato per tre legislature per i collegi di Sondrio e Tirano, nel 1868 fu nominato senatore. Nel 1872 fu nominato presidente nazionale della Croce Rossa, nel 1873 promosse la costituzione della sezione valtellinese del C.A.I.
Tornato definitivamente nel suo paese si dedicò interamente alla sua amministrazione: dal 1873, per 23 anni, fino alla morte, fu sindaco.
Morì nella casa di Ponte per una febbre improvvisa il 1º luglio 1895.